# Komisja Kultury, Dziedzictwa Narodowego i Środków Przekazu
Komisja Kultury i Środków Przekazu (KSP) – stała komisja sejmowa, zajmująca się sprawami polityki kulturalnej i informacyjnej państwa, w tym rozwoju kultury i sztuki, twórczości, upowszechniania kultury, ochrony dziedzictwa kulturalnego, prasy, radia i telewizji, wydawnictw, społecznego ruchu kulturalnego,  współpracy kulturalnej z zagranicą oraz ochrony dziedzictwa narodowego. Do 20 marca 2025 nosiła nazwę: Komisja Kultury i Środków Przekazu.   
KSP jest zaliczana do komisji średnich.

## Komisja wSejmie X kadencji

### Prezydium
- Piotr Adamowicz (KO) – przewodniczący,
- Urszula Augustyn (KO) – zastępca przewodniczącego,
- Daria Gosek-Popiołek (Lewica) – zastępca przewodniczącego,
- Norbert Kaczmarczyk (PiS)  – zastępca przewodniczącego,
- Wojciech Król (KO) – zastępca przewodniczącego,
- Joanna Lichocka (PiS) – zastępca przewodniczącego.

### Podkomisje
- Podkomisja stała do spraw mediów i polityki audiowizualnej (KSP01S)
  - przewodniczący – Krzysztof Piątkowski (KO)[4]
- Podkomisja stała do spraw czytelnictwa i prawa autorskiego (KSP02S)
  - przewodnicząca – Paulina Matysiak (Razem)[5]
- Podkomisja stała do spraw edukacji artystycznej i kulturalnej dzieci i młodzieży (KSP03S)
  - przewodnicząca – Aleksandra Leo (PL2050–TD)[6]